# ぴらの
ぴらのは、元ヒラノ課長であり日本のゲーム実況者、YouTuberである。ゲーム実況者わくわくバンドにおいてギターを担当している。

## 概要
2009年10月12日、ニコニコ動画において、職場の部下であったモリ君とゲーム実況者コンビ「課長とモリ君」を組み動画投稿を開始した。
2010年8月20日、相方であるモリ君の無期限休止宣言により、彼が復帰するまでの間はソロで活動することとなる。当時の活動では、ゲーム実況動画・生放送以外にも歌ってみた動画、料理動画などの幅広いジャンルの動画を投稿していた。現在はYouTubeにて生配信や動画投稿が活動の中心である。
1990年代のヴィジュアル系や、1980年代のニュー・ウェイヴなどが音楽的なルーツである。
2014年3月2日、ゲーム実況者わくわくバンドのギタリストとしても活動開始。バンド内ではメンバー最年長である。イメージカラーは水色。
2021年1月1日、生配信にてヒラノ課長からぴらの（ヒラノぴらの）への改名を発表。YouTubeのチャンネル名もぴらのHOUSEへともに改名し、あだ名の課長もチャンネル名に合わせてハウスの長で家長となって「かちょう」の呼び名はそのままになった。

## 番組
- 『NINJA GAIDEN Σ』 18時間ぶっ通し!全クリアまで終わらない生放送!（2012年2月10日）